# Марі Молід
Марі Молід (норв. Mari Molid, нар. 8 серпня 1990) — норвезька гандболістка, бронзова призерка Олімпійських ігор 2016 року.

## Виступи на Олімпіадах
| Олімпіада           | Дисципліна | Місце |
| ------------------- | ---------- | ----- |
| Ріо-де-Жанейро 2016 | гандбол    | 3     |

## Зовнішні посилання
- Марі Молід — олімпійська статистика на сайті Sports-Reference.com (англ.) (архівна версія)